# Kückelhausen
Kückelhausen ist eine Hofschaft in Halver im Märkischen Kreis im Regierungsbezirk Arnsberg in Nordrhein-Westfalen (Deutschland).

## Lage und Beschreibung
Kückelhausen liegt auf 400 Meter über Normalnull südlich des Halveraner Hauptortes auf der Wasserscheide zwischen den Flusssystemen der Ennepe und der Wupper. Der Ort liegt an der Kreisstraße K 3 zwischen dem nahen Anschlag und Kierspe, die beim Ort von der Landesstraße L 284 abzweigt. Weitere Nachbarorte sind Sondern, Auf der Brake, Schlade und Wöste. Südlich vom Ort entspringt ein Zufluss der Hönnige und erhebt sich der Kückelhauser Berg.

## Geschichte
Kückelhausen wurde erstmals 1125/38 urkundlich erwähnt, die Entstehungszeit der Siedlung wird aber für den Zeitraum zwischen 600 und 750 in der Zeit der zweiten sächsischen Landnahme vermutet. Somit ist Kückelhausen eine der frühen Siedlungen in Halver.
Um 1500 ist durch Urkunden belegt, dass der Hof Kückelhausen dem bergischen Amt Beyenburg abgabenpflichtig war. Die Gerichtsbarkeit des Hofs unterstand einem extra für die bergischen Höfe im ansonsten märkisch beherrschten Kirchspiel Halver bestellten bergischem Richter, was häufig zu Streit mit dem für das Kirchspiel eigentlich zuständigen märkischen Gografen führte.
1818 lebten 19 Einwohner im Ort. 1838 gehörte Kückelhausen der Bommerter Bauerschaft innerhalb der Bürgermeisterei Halver an. Der laut der Ortschafts- und Entfernungs-Tabelle des Regierungs-Bezirks Arnsberg als Hof kategorisierte Ort besaß zu dieser Zeit zwei Wohnhäuser und vier landwirtschaftliche Gebäude. Zu dieser Zeit lebten 14 Einwohner im Ort, einer katholischen und 13 evangelischen Glaubens.
Das Gemeindelexikon für die Provinz Westfalen von 1887 gibt eine Zahl von 18 Einwohnern an, die in zwei Wohnhäusern lebten.
An Kückelhausen verlief auf der Trasse der heutigen Landesstraße L284 eine Altstraße von Schwelm über Radevormwald nach Wegerhof vorbei, die als Eisen- und Kohlenstraße genutzt wurde. Aus diesem Grund finden sich östlich von Kückelhausen im Waldgebiet Bommert Hohlwegbündel und den Weg sperrende Landwehren.